# 马兴泰
马兴泰（1897年—1963年），青海湟中人，中华人民共和国政治人物。
担任湟中县副县长，青海省农林厅副厅长、青海省政协副主席。1954年，当选第一届全国人民代表大会代表。